# Graf DK 14

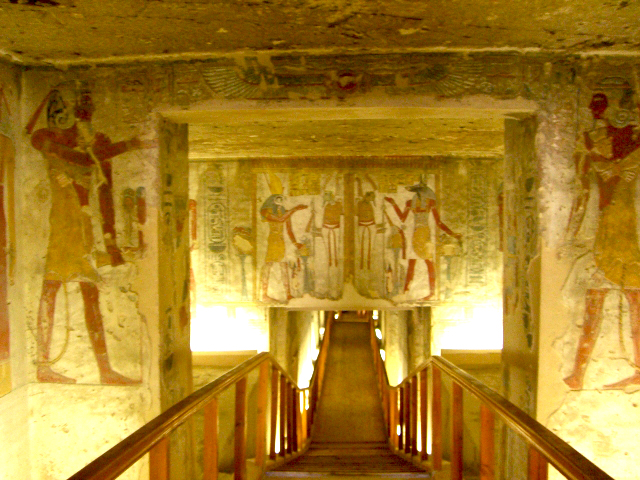
Toegang tot graf DK 14.

Graf DK 14 in het Dal der Koningen, de Oud-Egyptische faraonische necropolis, is toegewezen aan farao Sethnacht alsook aan koningin-farao Tawosret, maar het is niet duidelijk wie er uiteindelijk begraven is en voor wie de tombe in eerste instantie werd gebouwd.
In het eerste deel van de tombe treft men schilderingen aan die geschikt zijn voor een koningin, de “Grote Koninklijke Vrouwe”, waarschijnlijk in dit geval Tawosret, maar het tweede deel van het graf is geschikt voor een farao, Sethnacht. De tombe werd gehaast in gebruik genomen na de dood van Sethnacht en de schilderingen en carthouches van Twosret werden door die van Sethnacht vervangen. Toch heeft de tombe twee sarcofaagruimtes, iets wat heel ongebruikelijk is.
Twosret wordt in de tombe afgebeeld met haar stiefzoon Siptah, de latere farao, maar zijn cartouches zijn vervolgens vervangen door die van Seti II.